# قوتشك (مقاطعة دليجان)
قوتشك (بالفارسية: قوچک) هي قرية تقع في مركزي في إيران. يقدر عدد سكانها بـ 120 نسمة بحسب إحصاء 2016.